# Nowoiwaniwka (obwód ługański)
Nowoiwaniwka (ukr. Новоіванівка) – wieś na Ukrainie, w obwodzie ługańskim, w rejonie siewierodonieckim. W 2001 liczyła 807 mieszkańców.